# 2020年の浦和レッドダイヤモンズ
2020年の浦和レッドダイヤモンズは、浦和レッドダイヤモンズの2020年シーズンの成績を詳述する。

## ユニフォーム
| ホーム | アウェイ |